# HD 123515
HD 123515，又名CD-50 8294，SAO 241491、HR 5296，是一颗恒星，视星等为6，位于銀經315.12，銀緯9.51，其B1900.0坐标为赤經14h 3m 0.7s，赤緯-51° 9.51′ 48″。